# Eupododexia diaphana
Eupododexia diaphana là một loài ruồi trong họ Tachinidae.